# 1989 SP9
1989 SP9 är en asteroid i huvudbältet som upptäcktes den 25 september 1989 av den belgiske astronomen Henri Debehogne vid La Silla-observatoriet.
Den har en diameter på ungefär 6 kilometer.